# 13th Floor Elevators
13th Floor Elevators ou The 13th Floor Elevators foi uma banda estado-unidense de rock psicodélico, pioneira no estilo. Formada em Austin, foi atuante durante a segunda metade da década de 1960.

## Origem do nome da banda
O termo "13th Floor Elevators" foi inventado por um psiquiatra em 1957 para descrever alterações mentais provocadas pela ingestão de alucinogénicos, e popularizado nos anos seguintes por escritores como Aldous Huxley e Timothy Leary. Na música, os pioneiros da psychedelia foram os texanos 13th Floor Elevators.

## História
Os 13th Floor Elevators encontraram algum sucesso comercial e artístico em 1966-67, antes de se dissolver em meio a problemas legais e de uso de drogas no final de 1968. Como uma das bandas da primeira era da psicodelia, sua influência contemporânea tem sido reconhecida por músicos dos anos 1960, como Billy Gibbons do ZZ Top, Peter Albin de Big Brother and the Holding Company, e Chris Gerniottis do Zakary Thaks.
Sua música de estréia, "You're Gonna Miss Me", atingiu a posição 55 da Billboard em 1966, foi destaque da compilação de 1972 "Nuggets: Original Artyfacts from the First Psychedelic Era, 1965–1968", considerada vital na história da rock de garagem e no desenvolvimento do punk rock.
A seminal banda de punk Television gravou sua música "Fire Engine" em meados de 1970. Nos anos de 80 e 90, o 13th Floor Elevators influenciou bandas importantes como o 14 Iced Bears. Primal Scream e Spacemen 3. "Slip Inside This House", do álbum Screamadelica, Tiago batuta, e "Reverberation (Doubt)" que aparece na compilação The The Power Of Negative Thinking do The Jesus and Mary Chain, são composições de Rocky Erickson e Tommy Hall, do 13th Floor Elevators.
Em 2009, a International Artists lançou uma caixa com dez CDs intitulada "Sign of the 3-Eyed Men", que incluía verões em mono e estéreo, novas mixagens dos álbuns originais, juntamente com dois álbuns de material inédito e algumas raras gravações ao vivo do grupo.

## Discografia

### Álbuns de estúdio
- The Psychedelic Sounds of the 13th Floor Elevators (1966)
- Easter Everywhere (1967)
- Live  (1968)
- Bull of the Woods (1968)

### Compilações
- The Very Best of the 13th Floor Elevators Going Up (2004)
- Sign of the 3-Eyed Men (2009)